# Качанов Кузьма Максимович
Качанов Кузьма Максимович (1 листопада 1901, село Теляки, Віленська губернія, Російська імперія — 29 вересня 1941, село Лобаново, Валдайський район, Новгородська область, РРФСР, СРСР) — радянський військовик, генерал-майор. Страчений за вироком військового трибуналу через поразку своїх військ у боях під Старою Руссою.

## Біографія
Народився в селянській родині. Із 1918 року служив у Червоній армії, брав участь у Громадянській війні в Росії. Після війни був командиром роти, начальником штабу батальйону, начальником штабу полку. Закінчив Військову академію імені М. В. Фрунзе (1932). Із 1933 року служив у штабах Ленінградського військового округу та Окремої Далекосхідної Червонопрапорної армії.
Учасник Громадянської війни в Іспанії, був головним радянським військовим радником при іспанській республіканській армії. Також брав участь у японо-китайській війні, був радником у генерала Чан Кайші. Був нагороджений орденом Леніна та китайським орденом Хмари і Прапора. Із лютого 1941 року — в розпорядженні ГРУ Генштабу РСЧА.

### Німецько-радянська війнаі репресії
З початком німецько-радянської війни командував 24-м стрілецьким корпусом 27-ї армії на Північно-Західному фронті. Відзначився в боях за Псков.
Із 3 серпня по 12 вересня 1941 року — командувач 34-ї армії. На чолі армії брав участь у контрударі під Старою Руссою. Спочатку наступ йшов вдало, але потім німці нанесли удар у відповідь і оточили 34-ту армію. Качанов втратив управління військами і самовільно виїхав у тил. За наказом представника Ставки армійського комісара 1-го рангу Мехліса генерал Качанов був знятий з посади і заарештований. Качанов був звинувачений у невмілому керівництві військами та зраді. Військовий трибунал засудив Качанова до розстрілу. Вирок виконано 29 вересня 1941 року. Останки генерала було знайдено в селі Лобаново у 2018 році.
Посмертно реабілітований у 1957 році.

## Військові звання
- Полковник (1935)
- Комбриг (1938)
- Комдив (2 квітня 1940)
- Генерал-майор (4 червня 1940)

## Нагороди
- Орден Леніна (1938)
- Орден Червоного Прапора (1922)
- Медаль «XX років РСЧА»
- Орден Хмари і Прапора (Китайська Республіка)